# Witte Horizon
Witte horizon is een Belgische stripreeks die begonnen is in 1993 met Pascal Renard als schrijver en André Osi als tekenaar.

## Albums
Alle albums zijn geschreven door Pascal Renard, getekend door André Osi en uitgegeven door Le Lombard.
| Nummer | Titel          |
| ------ | -------------- |
| 1      | Abel Baross    |
| 2      | BGC            |
| 3      | Operatie atlas |